# 李公柱
李公柱（？—？），原名李松，字子喬，浙江嘉兴府嘉善縣人。

## 生平
崇祯六年（1633年）癸酉科浙江乡试举人，十三年（1640年）庚辰科進士，礼部观政，本年授歙县知县。

## 家族
父李奇玉，天啓二年壬戌会魁，崇祯元年戊辰廷试，官河南汝宁府知府。